# 絶対ヒーロー改造計画
『絶対ヒーロー改造計画』（ぜったいヒーローかいぞうけいかく、英題：Z.H.P. Unlosing Ranger VS Darkdeath Evilman）は、日本一ソフトウェアから2010年3月11日に発売されたダンジョンRPG（ローグライクゲーム）。

## 概要
日本一ソフトウェアの代表作「魔界戦記ディスガイアシリーズ」の開発チームが制作を担当しているローグライクゲームである。「自分が動けば敵も動く」「倒れれば持ち物をすべて失う」といったローグライクゲームの基本システムを押さえつつ、「投げシステム」「詠唱」などの本作オリジナルのシステムが登場する。キャッチフレーズは「4000万回遊べるRPG」。キャラクターデザインは今泉昭彦、BGMはベイシスケイプが担当している。
電撃文庫とのコラボレーション要素が存在し、電撃文庫のライトノベル作品に登場するキャラクターのパーツが多数登場する。
初回限定版にはオリジナルサウンドトラック（2枚組）と設定資料集が付属。予約特典はゲーム本編では非常に手に入りにくい、『魔界戦記ディスガイア』の登場人物・ラハール、エトナ、フロンのパーツが手に入るプロダクトコード入りカード。

## システム

### ヒーロー改造
着せ替え
主人公には「頭」「右手」「左手」「脚部」「オプション」の5つの部位に「パーツ」を装備させることができる。パーツはそれぞれ様々な固有の能力を持っている。敵撃破時や宝箱から入手でき、敵から入手したものはその敵の個性に関する能力を持っている。装備したパーツによって見た目が変わる。
人体改造
「闇の診療所」という施設で、人間の形に見立てた人体図のパネルに装備パーツをはめ込むことによって、ステータスの底上げを図るシステム。埋め立てたパネルの上には強化パーツを設置することもでき、アイテム所持数の拡張や装備効果の上昇が行える。

### 地球・裏地球
本作には2つの地球が存在する。ラスボスがいるのが地球で、アジトやダンジョンがあるのが裏地球である。2つの地球は相互に干渉しあっており、同じ人物が違う姿で存在する。一方の人物が死ぬともう一方の世界の人物が死にそうになることもあり、ダンジョンで訓練をしながら、そのような人物の死亡を回避させることも重要なこととなる。

### 戦闘関連
ランダムダンジョン
ラスボスに勝てなかった場合、拠点から行けるダンジョンで自身を鍛えることとなる。ダンジョンは入る度に構造が変化するランダム生成型であり、工場、海などタイプも様々である。また、ダンジョンには多数のギミックが仕掛けられており、そのギミックに合わせた能力のパーツを装備することが重要となる。
トラウマ
ダンジョン内で敵に倒されると、その時の敗因がトラウマとなり、次の冒険ではその攻撃に弱くなってしまうが、克服に成功すればパワーアップに繋がる。
詠唱
装備にセットされている「特殊技」は、1ターンかけて「詠唱」をすることで使用可能となる。詠唱済みの特殊技は、いつでも発動可能である。パーツによっては複数の特殊技を同時に詠唱し、合体技を繰り出すこともできる。
投げシステム
隣接した敵やアイテムは、1ターンかけて「持ち上げる」ことで、遠くに「投げる」ことができる。持ち上げたまま移動することも可能だが、その間は通常攻撃ができない。持ち上げられない敵も存在する。

### アジト作成
拠点
拠点には様々な施設を置くことができる。
マイホーム
タンスにアイテムを保存することができる。また、新妻と子供がおり、生活費を妻に渡すと、収納できるアイテム数が増えていき、ダンジョンで愛妻弁当を宅配してもらうこともできる。
鍛冶屋
武器や防具は戦闘によって摩耗していくため、鍛冶屋でのメンテナンスが必要となる。装備のカラーリング変更や、同種のアイテムを合成することも可能。
宇宙警察
事前に設定した装備品のセットにダンジョン内で着替えることが出来る。
COSPATIO
入手したコスチュームに着替えることができる。

### テーマソング
特定のシーンではテーマソングが流れる。パーツの組み合わせによってメロディ、歌詞が様々に変化する。

## あらすじ
正義のヒーロー・絶対勝利マケレンノジャーこと一文字ピロ彦は、ラスボスとの最終決戦へ向かう途中で交通事故にあい、たまたま近くを通りかかった主人公に変身ベルトを渡して息を引き取る。なりゆきで正義のヒーローとなった主人公だったが、いきなりの戦闘相手がラスボスでは敵うはずもなく、あっさりと倒される。主人公は見知らぬ場所で目を覚まし、そこがヒーローの訓練所であることを知らされ、ラスボスを倒すための特訓が始まる。

## 登場人物
主人公
見た目も能力も平凡な一般人。恐らく学生。あまりに平凡すぎて、ボスクラスのキャラからは酷い言われようをされることが多い。
一文字ピロ彦
声 - 松風雅也
絶対勝利マケレンノジャーの正体。交通事故で死んでしまうが、その後は幽霊となって主人公をサポートする。熱い心の持ち主で、たびたび主人公とエトランゼにヒーローとは何かを語るが、時々黒い一面も見せる。ヒーローになる前は警官だった。
エトランゼ（絵兎蘭是）
声 - 稲村優奈
ヒーロー訓練所のインストラクター（自称）。ウサギを模した帽子を被っていて、大きな時計が付いた首飾りをしている。言動や行動はかなりアグレッシヴ。ちなみに日本人である。
悪魔将軍・田中デスダーク
声 - 矢部雅史
本作のラスボス。彼を倒すことが本作の目的である。これまで何人ものヒーローたちを葬り去ってきた。
無謀刑事キケンダー
声 - 河野匡泰
マケレンノジャーのライバルヒーロー。その名の通り、テレビではとても放送できないような、危険で無謀な戦い方を身上とする。
大黒堂ノア
声 - 櫻井浩美
訓練所の本来のインストラクターで、ピロ彦の担当だった。元は悪の大組織の女幹部。
ナレーション
声 - 若本規夫

## 電撃文庫とのコラボレーション
コスチューム
- アクセル・ワールド（シルバークロウ）
- アスラクライン（橘高冬琉）
- いぬかみっ!（ようこ）
- 狼と香辛料（ホロ）
- 俺の妹がこんなに可愛いわけがない（高坂桐乃）
- キノの旅（キノ）
- しにがみのバラッド。（モモ）
- 灼眼のシャナ（シャナ）
- デュラララ!!（セルティ）
- とある魔術の禁書目録（インデックス）
- とらドラ!（逢坂大河）
- 乃木坂春香の秘密（乃木坂春香）
- バッカーノ!（フィーロ）
- ブギーポップは笑わない（ブギーポップ）
- 撲殺天使ドクロちゃん（ドクロちゃん）
- ラッキーチャンス!（キチ）

武器、小物パーツ
- アカイロ/ロマンス
- ウェスタディアの双星
- 嘘つきみーくんと壊れたまーちゃん
- 学園キノ
- 血吸村へようこそ
- ソードアート・オンライン
- タロットの御主人様。
- 断章のグリム
- 電波女と青春男
- パララバ -Parallel lovers-
- ほうかご百物語
- 森口織人の陰陽道
- ラプンツェルの翼
- ロウきゅーぶ!